# Emyn Beraid
Emyn Beraid (Nederlands: Torenheuvels, Engels:Tower Hills) is een fictieve locatie uit de werken van J.R.R. Tolkien.
Op de Torenheuvels staan de Beraid Nimrais (Nederlands: Witte Torens, Engels: White Towers) waarvan wordt gezegd dat ze waren gebouwd door Gil-galad, de laatste Hoge Koning van de Noldor voor Elendil na diens komst na Midden-aarde. De hoogste heeft de naam Elostirion en Elendil plaatste in deze toren een van de Palantíri van Arnor, waarmee hij kon kijken naar Númenor.
Na de oorlog van Het Laatste Bondgenootschap, waarbij Gil-galad en Elendil beide sneuvelden kwamen de Witte Torens en de Palantír onder bescherming van Círdan van het nabijgelegen Mithlond in Lindon. Toen hij met Elrond met het laatste schip naar Valinor voer nam hij de Palantír mee naar de Onsterfelijke Landen.
De witte torens lagen ongeveer 50 mijl ten westen van de Witte Duinen, de westelijke grens van de Gouw. In de Vierde Era werd de westelijke grens naar de Torenheuvels verplaatst waar Elanor, de dochter van Sam Gewissies en haar man Fastred de plaats Onderheuvels bouwden. De streek hieromheen werd toen onder de naam Westmark door koning Elessar aan de Gouw toegekend. Fastred werd Wachter van de Westmark.
Zie ook: Lijst van koningen van Arnor · Lijst van koningen van Arthedain · Lijst van hoofden van de Dúnedain